# Internationella Helgelseförbundet
Internationella Helgelseförbundet (International Holiness Union and Prayer League) var en tvärkyrklig amerikansk gemenskap, bildad i september 1897, i pastor Martin Wells Knapps hem i Cincinnati, Ohio.  
Pastor Seth C Rees valdes till ordförande och Martin Wells Knapp till vice ordförande. 
Förkunnelsen hade sin tonvikt i fyra lärosatser:
- Syndares pånyttfödelse
- De troendes fullständiga helgelse och seger över synden
- Jesu Kristi synliga återkomst innan Tusenårsrikets upprättande
- Världens evangelisering

Förbundet väckte stor genklang och växte snabbt. Väckelsemöten hölls, församlingar bildades och social hjälpverksamhet växte fram.
År 1900 började man även sända ut missionärer till Sydafrika, Indien, Japan, Västindien och Sydamerika.
Efterhand dog den ekumeniska prägeln ut och förbundet blev mer och mer av ett nytt trossamfund. I takt därmed ändrades även namnet vid flera tillfällen:
- 1900 till Internationella Apostoliska Helgelseförbundet
- 1905 till International Apostolic Holiness Union and Churches
- 1913 till Internationella Apostoliska Helgelsekyrkan